# Praça da República (San Paolo)
Praça da República (in italiano: Piazza della Repubblica) è un parco e una piazza pubblica nel quartiere República della metropoli brasiliana di San Paolo. Il parco copre diversi isolati tra Rua Pedro Américo, Rua Vinte e Quatro de Maio, Avenida Ipiranga e Avenida São João, nel centro storico della città. La piazza, che ha assunto la denominazione attuale nel 1889, era precedentemente conosciuta come Largo dos Curros, Largo da Palha, Praça das Milícias, Largo Sete de Abril e Praça 15 de Novembro.
La domenica, in Praça da República, si tiene un mercato all'aperto con numerosi food-trucks e venditori di arte, abbigliamento, gioielli e artigianato. Gli artigiani provengono dalle regioni del Nord e del Nord-Est del Brasile e dai Paesi limitrofi dell'America Latina per vendere i loro prodotti.

## Architetture
La struttura più grande di Praça da República è la Casa Caetano de Campos, costruita nel 1894 e vincolata dallo Stato di San Paolo; dal 1979, questo edificio è la sede del Dipartimento dell'Educazione dello Stato. Gli edifici di appartamenti modernisti sulla piazza risalgono agli anni '30 e comprendono l'Edificio Esther, gli Edifici São Tomás, l'Edificio Eiffel di Oscar Niemeyer e l'Edificio São Luiz di Jacques Pilon.
Due degli edifici più iconici di San Paolo, l'Edificio Copan e l'Edificio Itália, si trovano a sud di Praça da República, all'angolo tra le avenidas São Luís e Ipiranga.

## Trasporti
- República